# دلال (فیلم)
دلال (انگلیسی: Broker؛ کره‌ای: 브로커) فیلم درام محصول کره جنوبی به کارگردانی هیروکازو کورئیدا و با بازی سونگ کانگ هو، به دونا، گانگ دونگ-وون و آی‌یو است. این فیلم در ۸ ژوئن ۲۰۲۲ منتشر شد. این فیلم در ۲۶ مه ۲۰۲۲، در جشنواره فیلم کن ۲۰۲۲ به نمایش درآمد.

## بازیگران
- سونگ کانگ هو در نقش سانگ هیون[۴]
- به دونا در نقش سو جین[۴]
- گانگ دونگ-وون در نقش دونگ سو[۴]
- آی‌یو در نقش سو یونگ[۴]